# 電機子

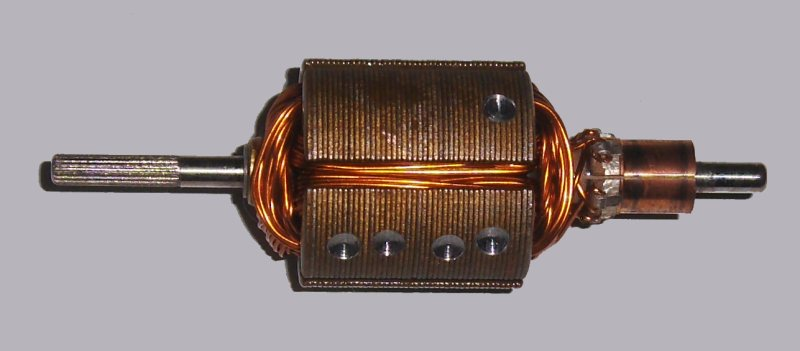
整流子電動機の電機子(回転電機子形)
右側の整流子でブラシからの給電を受けて回転する。製造誤差による軸方向の重心のずれを修正するため、鉄心に切削加工がされている

無整流子電動機の電機子(回転界磁形)
それ自体は回転せず、給電の必要がない永久磁石界磁を取り付けた回転子を回転させる

電機子（でんきし、英語: armature）は、整流子機や同期機を発電機や電動機として使用するときに、界磁と相互作用させトルク（リニアモータの場合は推力）を得るための固定子または回転子である。
整流子や外部電源回路による交流電流で励磁した電磁石が使用される。
電機子には2つの役割がある。1つ目の役割は界磁の作る磁場に直交する電流を流すことであり、これによって電気機械にトルク（推力）を発生させる。2つ目の役割は起電力を発生させることである。

## 固定子が電機子（回転子が界磁）の場合
回転界磁形と呼ばれる。
同期機のほとんどや無整流子電動機がその例である。

## 回転子が電機子の場合
回転電機子形と呼ばれる。
整流子電動機のほとんどや大型同期発電機の界磁励磁用の同軸発電機がその例である。